# Платсбург (Њујорк)
Платсбург (енгл. Plattsburgh) град је у америчкој савезној држави Њујорк. По попису становништва из 2010. у њему је живело 19.989 становника.

## Демографија
Према попису становништва из 2010. у граду је живело 19.989 становника, што је 1.173 (6,2%) становника више него 2000. године.
| Група             | 2000.          | 2010.          |
| Белци             | 17.334 (92,1%) | 17.631 (88,2%) |
| Афроамериканци    | 463 (2,5%)     | 700 (3,5%)     |
| Азијати           | 281 (1,5%)     | 555 (2,8%)     |
| Хиспаноамериканци | 399 (2,1%)     | 679 (3,4%)     |
| Укупно            | 18.816         | 19.989         |